# Балдевска афера
Балдевската афера е провал на ВМОРО в Неврокопско от април 1903 година.
На 16 април 1903 година неврокопската околийска чета на ВМОРО, пренасяща оръжие, е обградена в село Балдево от над 500 души войска и многоброен башибозук. В сражението четата е почти унищожена, след което населението е подложено на репресии. Неврокопският каймакамин, който е начело на войската, заповядва да се запалят всички къщи в селото. Загиват 22 души от Балдево и 34 от съседните Юч Дурук, Даг чифлик, Средна, Фотовища, Либяхово, Осиково, Скребатно, включително деца и стари хора. Всички оцелели са затворени в неврокопския затвор.
Османските зверства предизвикват вълна от протести в Свободна България.